# عزلة بني عيسى (تعز)

تعديل مصدري - تعديل

عزلة بني عيسى هي إحدى عزل مديرية جبل حبشي في محافظة تعز اليمنية ويبلغ تعداد سكانها 15367 نسمة حسب التعداد السكاني في اليمن لعام 2004.